# Singapurische Badmintonmeisterschaft 1953/54
Die Singapurische Badmintonmeisterschaft 1953/54 fand an mehreren Terminen im Oktober, November und Dezember 1953 statt. 

## Austragungsorte
- Clerical Union Hall
- Singapore Badminton Hall

## Finalresultate
| Disziplin    | Sieger                    | Finalist                        | Ergebnis   |
| ------------ | ------------------------- | ------------------------------- | ---------- |
| Herreneinzel | Ong Poh Lim               | Omar bin Ibrahim                | 15–2, 15–3 |
| Dameneinzel  | Helen Heng                | Baby Low                        | 15–2, 15–3 |
| Herrendoppel | Ismail Marjan Ong Poh Lim | Ng Heng Kwang Seah Hark Chim    | 15–2, 15–3 |
| Damendoppel  | Helen Heng Baby Low       | Ong Siew Eng Teo Tiang Seng     | 15–7, 15–4 |
| Mixed        | Ong Poh Lim Ong Siew Yong | Goh Tian Chye Alice Pennefather | 15–6, 15–0 |